# Quedenfeldtia moerens
Quedenfeldtia moerens är en ödleart som beskrevs av den franske zoologen Paul Chabanaud 1916. Quedenfeldtia moerens ingår i släktet Quedenfeldtia, och familjen geckoödlor. IUCN kategoriserar arten globalt som livskraftig. Inga underarter finns listade.

## Utbredning
Arten finns i västra Marocko och kan förekomma i Västsahara, men har där inte bekräftats. Quedenfeldtia moerens förekommer på upp till 4000 meter över havet.

## Habitat
Den trivs i klipp- och blockterräng, gärna nära vattendrag. Honan lägger två eller tre ägg i klippskrevor.